# Karel Vinck
Karel Clement Jozef Vinck (Aalst, 19 september 1938) is een Belgisch bedrijfsleider en bestuurder. Hij was gedelegeerd bestuurder van Eternit, Bekaert, Union Minière en de NMBS en voorzitter van het Vlaams Economisch Verbond, Union Minière (later Umicore)

## Levensloop
Karel Vinck studeerde burgerlijk ingenieur elektromechanica aan de Katholieke Universiteit Leuven, volgde een postuniversitaire opleiding productiemanagement en operationele research aan de Rijksuniversiteit Gent en behaalde in 1971 een MBA aan de Cornell University in de Verenigde Staten.

### Eternit
Zijn carrière startte in 1965 bij Fina Engineering in Gent. In 1969 maakte hij de overstap naar Eternit. Hij leidde er vanaf 1973 de fabriek in het Siciliaanse Targia. Van 1975 tot 1978 leidde hij Eternit België als gedelegeerd bestuurder. In 2006 werd hij in Italië samen met andere topmanagers van Eternit veroordeeld voor onvrijwillige doodslag. De rechtbank was van oordeel dat zij de gezondheidsrisico's verbonden aan het werken met asbest in grove mate veronachtzaamd hadden. Vinck werd veroordeeld tot drie jaar voorwaardelijke gevangenisstraf. Hij verzette zich tegen deze beschuldigingen. "Een industrieel weegt risico's af met alle beschikbare kennis op het moment van de beslissing. Niet met de kennis die dertig jaar later beschikbaar is", zei hij hierover toen. In 2009 vernietigde het hof van beroep van het Siciliaanse Catania die uitspraak en sprak hem vrij in de zaak. Vinck was naar eigen zeggen er toen niet van op de hoogte dat asbest kanker kon veroorzaken.

### Bekaert, Union Minière, VEV en NMBS
Van 1983 tot 1994 was Vinck actief bij staaldraadfabrikant Bekaert, waar hij eerst de functie van directeur-generaal uitoefende en vanaf 1985 gedelegeerd bestuurder was. Hij maakte in 1994 de overstap naar mijnbedrijf Union Minière, waar hij de herstructurering van het bedrijf leidde. In mei 1997 werd hij voorzitter van het Vlaams Economisch Verbond (VEV), een mandaat dat hij uitoefende tot 2000. In 2002 werd hij in Singapore gebeld met de vraag topman te worden van de Nationale Maatschappij der Belgische Spoorwegen (NMBS), waar hij eind 2004 opstapte omwille van meningsverschillen met minister van Overheidsbedrijven Johan Vande Lanotte.

### Overige mandaten
Vinck werd in 2000 voorzitter van de raad van bestuur van Union Minière (later Umicore) in opvolging van Étienne Davignon. Thomas Leysen volgde hem op als gedelegeerd bestuurder. Leysen volgde hem in 2008 ook op als voorzitter van de raad van bestuur. In 2005 werd hij ook voorzitter van de raad van bestuur van Cumerio, de afgesplitste koperdivisie van Umicore. In 2008 werd het bedrijf overgenomen en tot Aurubis omgedoopt. Verder bekleedde hij bestuursmandaten bij Tractebel, Tessenderlo Group, Eurostar, Nyrstar, Sibelco, Barco, ABX Logistics, de Generale Maatschappij, de KU Leuven en de Koninklijke Muntschouwburg.
In 2005 werd Vinck ook coördinator van het European Rail Traffic Management System van de Europese Commissie. In 2009 en 2014 verlengde de Europese Commissie zijn mandaat met telkens vier jaar. Matthias Ruete werd zijn opvolger in 2019. Van 2003 tot 2009 was hij voorzitter van de Vlaamse Raad voor Wetenschapsbeleid (VRWB). In oktober 2007 volgde hij op vraag van de Vlaamse regering Mimi Lamote op als voorzitter van Vlaanderen in Actie. In 2008 werd hij ook nationaal voorzitter van de Vlaamse Management Associatie (vMA). Bart De Smet volgde hem in 2014 in deze functie op.
In juni 2008 besliste de Vlaamse Regering omwille van de controverse omheen de Oosterweelverbinding een nieuwe dynamiek te geven aan de raad van bestuur van de BAM (Beheersmaatschappij Antwerpen Mobiel). Naar aanleiding daarvan werd Vinck als voorzitter voorgedragen ter vervanging van Fernand Desmyter. Tijdens zijn eerste interview als voorzitter van de raad van bestuur van de BAM liet hij optekenen dat hij alles in het werk zou stellen om een maatschappelijk draagvlak te vinden voor de Oosterweelverbinding. Hij vertrouwde de aanwezige journalisten dan ook toe dat dit de moeilijkste taak uit zijn professionele carrière was. In de Knack van 1 juli 2009, in de week voor de presentatie van de tweede alternatieve studie voor de Oosterweelverbinding door Arup/SUM, voorspelde hij dat er aanzienlijke schadevergoedingen zouden moeten betaald worden aan de aannemers wanneer de Lange Wapper er niet kwam. In de aanloop van de volksraadpleging in Antwerpen op 18 oktober 2009 kwam Vinck in aanvaring met burgemeester Patrick Janssens. In een open brief verschenen in De Standaard op 29 september 2009 stelde hij dat de burgemeester zich zoals de actiegroepen zou bedienen van 'halve waarheden' en 'hele leugens'. In oktober 2009 maakte De Morgen bekend dat hij bij zijn aantreden het BAM-personeel en de managers een bonus toekende zonder hiervoor de gangbare procedures te volgen.
Hij was van 2006 tot 2019 bestuurder van de Contius Foundation.
Vinck staat bekend als crisismanager. Spottend noemt hij zichzelf "un spécialiste de la merde".

## Eerbetoon
In 1994 werd Vinck door het weekblad Trends verkozen tot Manager van het Jaar.
In februari 2012 ontving hij de European Railway Award.
In juli 2016 ontving hij uit handen van minister-president Geert Bourgeois het Groot Ereteken van de Vlaamse Gemeenschap voor zijn verdiensten voor Vlaanderen.